# 1716 у літературі

## П'єси
- «Барабанщик» — комедія Джозефа Еддісона.

## Поезія
- «Тривія, або Мистецтво прогулянок вулицями Лондона» (англ. «Trivia, or The Art of Walking the Streets of London») — поема Джона Гея.

## Народились
- 20 січня — Жан-Жак Бартелемі, французький письменник і археолог.
- 26 грудня — Томас Грей, англійський поет.
- Йоса Бусон, японський поет і художник періоду Едо.

## Померли
- 19 лютого — Доротея Енгельбретсдаттер, норвезька поетеса.
- 14 листопада — Ґотфрід Вільгельм Лейбніц, німецький математик та філософ.
- 31 грудня — Вільям Вічерлі, англійський драматург.